# Nacaduba sambalanga
Nacaduba sambalanga är en fjärilsart som beskrevs av Tite 1963. Nacaduba sambalanga ingår i släktet Nacaduba och familjen juvelvingar. Inga underarter finns listade i Catalogue of Life.